# Calle del Abrevadero (Vitoria)
La calle del Abrevadero es una vía pública de la ciudad española de Vitoria.

## Descripción
La vía, que ostenta el título desde 1887, conecta Nueva Fuera con la de Francia. Tiene cruce con la del Torno. Aparece descrita en la Guía de Vitoria (1901) de José Colá y Goiti con las siguientes palabras:

Calle del Abrevadero.—Nombre primitivo. Se le dió este título en 12 de octubre de 1887. Principia en la calle Nueva fuera y concluye en la de Francia.
(Colá y Goiti, 1901, p. 23)

En la calle, además del abrevadero que le da nombre, hubo varios talleres, una calderería y una fábrica de bujías.